# Dinastia Ganga Oriental
La dinastia Ganga Oriental (Odia: ଗଙ୍ଗ ବଂଶ ଶାସନ) o Chodaganga fou una dinastia hindú que va regnar a Kalinga i el seu govern va consistir en la totalitat del modern estat indi d'Odisha així com parts de l'oest de Bengala, Andhra Pradesh i Chhattisgarh del segle xi a principis del segle xv. La seva capital va ser coneguda pel nom de Kalinganagara, el qual és la moderna Srimukhalingam al districte de Srikakulam a Andhra Pradesh a la frontera amb Odisha que fou anteriorment part del districte de Ganjam d'Odisha. Avui, són més recordats com els constructors del Temple de Sol de Kornak un lloc Patrimoni de la Humanitat de la UNESCO a Konark, Odisha.
La dinastia va ser fundada pel rei Anantavarman Chodaganga, descendent de la dinastia Ganga Occidental que va governar parts del sud del modern estat de Karnataka i de la dinastia Cola. Els governants Gangues Orientals, que procedien de l'Índia del sud i que estaven matrimonialment relacionats a l'Imperi Chola i als Chalukya Orientals, lògicament van portar la cultura índia del sud cap a Odisha el que queda molt ben reflectit en la seva moneda. Les monedes van ser anomenades fanams Gangues i estaven molt influïts pels Cola i els Chalukya Orientals de l'Índia del sud. Anantavarman era una persona religiosa així com un patró d'art i literatura. És considerat el rei que va construir el famós temple de Jagannath a Puri a Odisha.. El rei Anantavarman Chodagangadeva va ser succeït per una llarga sèrie de il·lustres governants com Narasimha Deva I (1238–1264).
Els governants de la dinastia Ganga Oriental van defensar el seu regne dels atacs constants dels governants musulmans. Aquest regne va prosperar a través del comerç i el intercanvi i la riquesa era majoritàriament utilitzada en la construcció de temples. El govern de la dinastia va arribar al final sota el regnat de Bhanudeva IV (1414–34), a primers del segle xv.

## Antecedents
Després de la caiguda de la dinastia Mahameghavahana Kalinga va ser dividit en diferents regnes sota caps feudataris. Cadascun d'aquests caps va portar el títol Kalingadhipathi (Senyor de Kalinga). Els començaments del que fou la dinastia Ganga Oriental va venir aproximadament quan Indravarma va derrotar el rei de la dinastia vishnukundin Indrabhattaraka i va establir el seu govern sobre la regió amb Kalinganagara (o Mukhalingam) com la seva capital, i Dantapura com a capital secundària. Els reis Ganga van assumir diversos títols com Trikalingadhipathi o Sakala Kalingadhipathi (Senyor de tres Kalinga o Totes tres Kalingas és a dir Kalinga propia o del sud, Utkal o del nord, i Kosal o de l'oest).
Mukhalingam prop de Srikakulam a la frontera d'Andhra Pradesh amb Orissa ha estat identificada com a Kalinganagara, la capital dels primers Gangues Orientals.

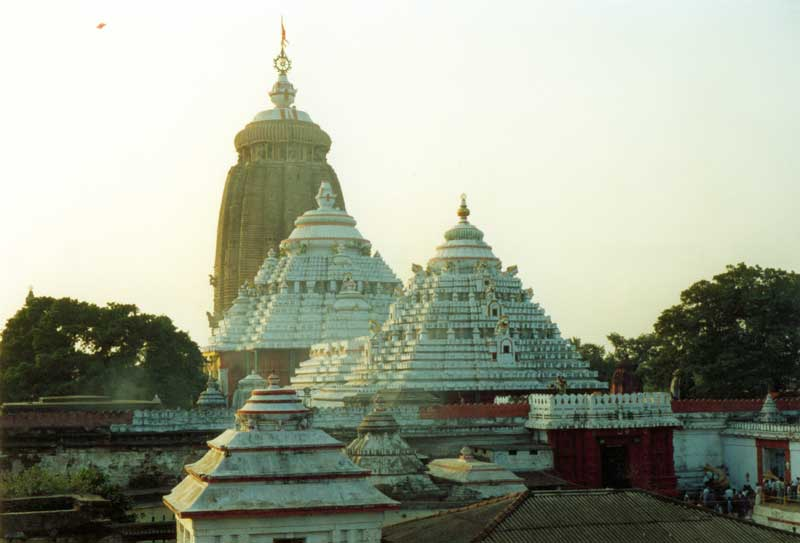
El temple Puri Jagannath construït per Anantavarman Chodaganga

Després de la decadència dels primers Gangues Orientals, els Chalukya de Vengi van agafar el control de la regió. Vajrahastha I, un descendent dels primers Gangues Orientals va aprofitar les lluites internes per fer reviure el poder de la dinastia Ganga. Fou durant el seu govern que el Shaivisme va agafar precedència per sobre del budisme i Jainisme. El magnífic temple de Madhukeshwara a Mukhalingam va ser construït durant aquest període.
En el segle xi, els Coles van posar el regne Ganga sota el seu domini.

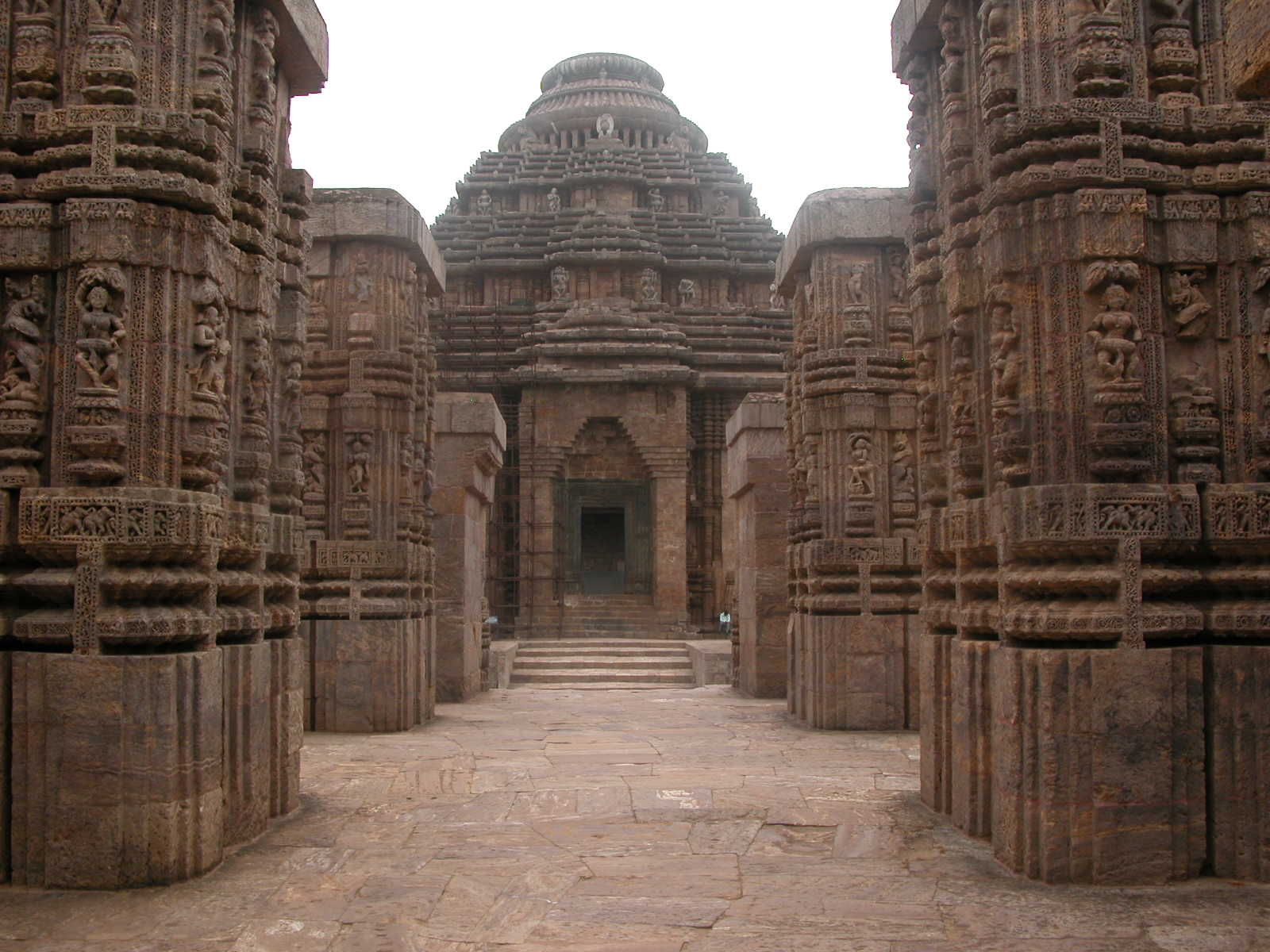
Temple de sol a Konark, Orissa, va ser construir pel rei Narasimhadeva I (1238–1264), és ara un Lloc Patrimoni de la Humanitat.

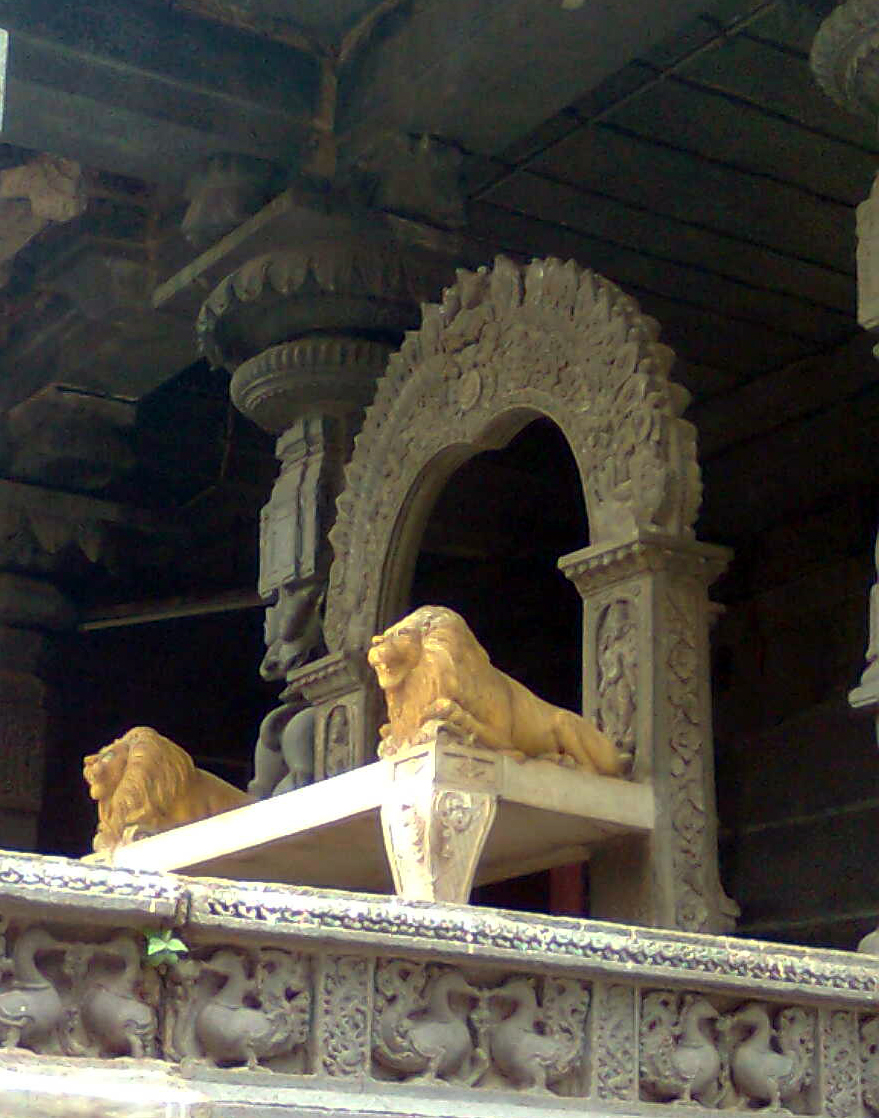
Un tron de pedra gravada al temple de Simhachalam

### Relacions matrimonials
Els Gangues Orientals van ser coneguts per les seves relacions matrimonials amb els Coles així com amb els Chalukya Orientals. La dinastia en el seu primer estadi podria haver començat a principis del segle viii.

### Anantavarman Chodaganga
La fundació efectiva va començar amb Anantavarman Chodaganga. Es creu que va governar la regió entre el riu Ganges al nord i el Godavari al sud. Això va suposar la fundació de la dinastia Ganga Oriental. També durant el seu govern es va construir el gran temple de Jagannath a Puri. Va assumir el títol de Trikalingadhipathi (governant del tres Kalingas que comprenien la Kalinga pròpia, Utkal al nord i Koshal a l'oest) dins 1076. Hauria estat el primer membre de la dinastia a governar totes tres divisions de Kalinga.

### Evolució
Rajaraja III va ascendir al tron el 1198 i no va fer res per resistir als musulmans de Bengala, que van envair Orissa el 1206. El fill de Rajaraja, Anangabhima III, no obstant, va rebutjar als Musulmans i va construir el temple de Megheshvara a Bhuvaneshvara. Narasimha Deva I, el fill de Anangabhima, va envair el sud de Bengala el 1243, va derrotar el seu governant musulmà, va capturar la capital (Gawda), i va construir el Temple de Sol a Konark per commemorar la seva victòria. Amb la mort de Narasimha el 1264, els Gangues Orientals van començar a declinar; el sultà de Delhi va envair Orissa el 1324, i Vijayanagar va derrotar els governants d'Orissa el 1356. Narasimha IV, el darrer rei conegut de la dinasta Ganga Oriental, va governar fins al 1425. El "rei boig", Bhanudeva IV, que el va succeir, no va deixar inscripcions; el seu ministre Kapilendra va usurpar el tron i va fundar la dinastia Suryavamsha el 1434–1435.

### Llegat
El Gangues Orientals eren patrons de la religió i les arts, i els temples del període Ganga se situen entre les obres mestres de l'arquitectura hindú.

## Governants
1. Indravarman (496-535)[8]
2. Devendravarman IV (893-?)
3. Vajrahasta Anantavarman (1038-?)
4. Rajaraja I (?-1078)

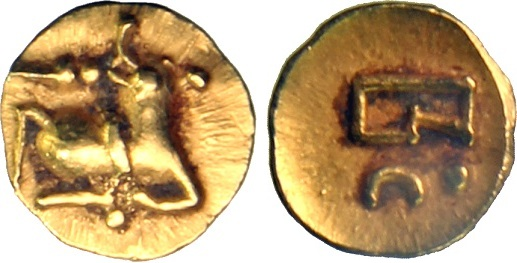
Un Fanam (Moneda) dels Gangues Orientals

5. Anantavarman Chodaganga (1078–1150)[8]
6. Ananga Bhima Deva II (1178–1198)
7. Rajaraja II (1198 - 1211)
8. Ananga Bhima Deva III (1211–1238)
9. Narasimha Deva I (1238–1264)[8]
10. Bhanu Deva I (1264–1279)
11. Narasimha Deva II (1279–1306)[8]
12. Bhanu Deva II (1306–1328)
13. Narasimha Deva III (1328–1352)
14. Bhanu Deva III (1352–1378)
15. Narasimha Deva IV (1379–1424)[8]
16. Bhanu Deva IV (1424–1434)